# ريك سانشيز
ريك سانشيز (بالإنجليزية: Rick Sanchez) ، الاسم الكامل ريكاردو ليون ريك سانشيز دي رينالدو (بالإنجليزية: Ricardo León Sánchez de Reinaldo)، مذيع ومراسل سابق في شبكة سي إن إن، حاليا مؤلف ومساهم في فوكس نيوز القناة الإخبارية الأمريكية. أمريكي من أصل كوبي، (ولد في 2 يوليو 1958) ، في كوبا، في بلدة قريبة من العاصمة (هافانا).
- قال إنه يفضل أن يسمى ريك سانشيز بدلا من استخدام اسم ولادته، لأنه كما قال في نشرة الأخبار في عام 2009:«أريد أن احترم البلد الرائع الذي سمح لي وللاتينيين للمجيء إلى هنا».[4]

## نشأته والتعليم
- 1960 : هاجر مع عائلته وهو في سن الثانية إلى الولايات المتحدة الأميركية، ونشأ في مدينة هياليه، فلوريدا [5]، ضاحية ميامي.
  - نشأ يتحدث اللغة الإنجليزية ويتعامل باخلاق الطفل الحقيقي، كان يراقب والده أثناء عمله في أحد المصانع وهو يغسل الاطباق، ويقود الشاحنة.
  - دخل عائلته السنوي لا يتعدى 11 ألف دولار.
  - درس المرحلة الابتدائية في مدرسة والترز، في ميامي.[6]
  - درس المرحلة المتوسطة في مدرسة هنري.[6]
  - درس المرحلة الثانوية في مدرسة هياليه، فلوريدا.
- 1977 : تخرج من الثانوية العامة،
  - اعطي منحة دراسية CBS - منحة الصحافة الإذاعية - لدراسة الصحافة في جامعة مينيسوتا في مينيابوليس شمال الولايات المتحدة الأمريكية، عمل أثناء دراسته الجامعية في عدة محطة إذاعية.
- 1979 : تعرف على عالم الصحافة والإعلام.
- 1992 : تزوج من سوزان سانشيز [1]، لديه ثلاثة أبناء وابنة واحدة: ريكي الأبن، روبي، ريمجتن، وسافانا.[6]
- لا يرى سانشيز نفسه في السياسة، يحب الرياضية، يطمح أن يكون مدرب بيسبول، أو كرة قدم.[6]

## حياته المهنية
مؤلف وكاتب ومترجم إلى اللغة الإسبانية. بث أهم وأكبر الأحداث في جميع انحاء الولايات المتحدة وحول العالم.
غطى سانشيز خلال عمله أحداثاً كبرى عاصرتها الولايات المتحدة الأميركية، مثل أحداث 11 سبتمبر 2001 على مركز التجارة العالمي في نيويورك، الحرب الأميركية في أفغانستان، وتغطية إعصار كاترينا الذي ضرب ولاية أريزونا عام 2006، والتدخل العسكري الأميركي في نيكاراغوا ، وتغطية مباشرة أثناء الثورة الكوبية من هافانا، كوبا، وغزو غرينادا وسقوط نظام حكم دوفالييه جان كلود في هايتي وغيرها من الاحداث والتغطيات الإخبارية والعاجلة.
- 1982 : بدأ حياته كصحفي في تلفزيون دبليو اس في ميامي، كان أول شخص يقدم برنامج اخباري تلفزيوني وبرنامج حواري في الإذاعة باللغة الإسبانية.[1]
- 1983 : انتقل للعمل في الإذاعة في محطة فضائية هي KCMT (الآن KCCO -TV) في مينيسوتا. وهو لا يزال يدرس في الجامعة.[7]
- 2001 : تعاقد مع MSNBC مراسل ومذيع لمدة سنتين [1]، حيث القى أيضا الاخبار العاجلة لمحطة «سي إن بي سي» وهيئة الإذاعة الوطنية «إن بي سي»، ثم تركها راجعا إلى ميامي عام 2003.[7]
- 2006-2003 : مراسلا، ومقدم برنامج حواري محلي في محطة إم إس إن بي سي التابعة لـ WTVJ ، في القناة الرابعة، في ميامي، فلوريدا، الولايات المتحدة الأمريكية.[5]
- 2004 : انضم في سبتمبر إلى شبكة سي إن إن [5] في أتلانتا، جورجيا. كمراسل ومعد تقارير حول أبرز الاحداث والتطورات في العالم لمدة ثماينة أشهر، ثم تدرج ليصبح فيما بعد من أشهر مذيعي قناة سي إن إن ومقدميها.[5]
- 2010 : بدأ بتقديم برنامجاً رئيسياً على قناة سي إن إن يحمل اسمه وهو «قائمة ريك» يناقش فيه طوال ساعتين في الصباح قضايا خلافية تمس حياة الأمريكيين [8]، حيث دعا المشاهدين لمشاطرة ارائهم والاسئلة عبر ماي سبيس، والفيس بوك، وتويتر، وعرض التعليقات على شاشات بلازما كبيرة في الاستوديو، لإشراك المشاهدين في ما يسميه «حوارنا الوطني» [1]، كان للبرنامج ردود افعال ايجابية في معظمها.[8]
  - أنهت شبكة الأخبار الأمريكية سي إن إن خدماته، إثر إطلاقه تصريحات اعتبرت مثيرة للجدل بشأن اليهود في 2 أكتوبر عبر برنامج إذاعي.[5]
  - دخل مساهمة في قناة فوكس نيوز الإخبارية الأمريكية.[9]
- 2011 : تعاقدت جامعة فلوريدا الدولية مع سانشيز لبث المباريات الخاصة بكرة القدم عبر الإذاعة وكانت أول مباراة يبثها في 1 سبتمبر 2011.[10]
- مقدم في اذاعة 610 WIOD ، محطة اعلامية تهتم بالاخبار المحلية، وحركة المرور والطقس وتبث تقارير على مدار 24 ساعة.
- 2012 : انضم إلى شبكة فوكس نيوز، كمساهم وكاتب عمود فوكس نيوز اللاتينية.[9]
  - مراسل لشبكة موندو فوكس (اللغة الإسبانية).

### إذاعة شانشيز
يملك اذاعة على شبكة الإنترنت يذيع من خلالها مايسميه بالحوار الوطني المستمر، وعدد من القضايا، من الأثنين حتى الجمعة من الساعة 3:00 حتى 6:00 بتوقيت شرق الولايات المتحدة.

### أبرز ضيوفه
اجرى العديد من المقابلات مع العديد من زعماء العالم والشخصيات البارزة وصناع القرار منهم:
- جيمي كارتر
- فيدل كاسترو
- بيل كلينتون
- ميخائيل غورباتشوف
- مانويل نورييغا

## إقالته من «سي إن إن»

سي إن إن

كان سانشيز يقدم برنامجا رئيسيا في الشبكة يحمل اسمه وهو «قائمة ريك» يناقش فيه طوال ساعتين في الصباح قضايا خلافية تمس حياة الأمريكيين. قبل اقالته من شبكة سي إن إن في 2 أكتوبر  بعد يوم واحد من تعليقات مثيرة للجدل ادلى بها سانشيز عن اليهود  في مقابلة مع  برنامج Stand-Up with Pete Dominick على  اذاعة سيريوس إكس إم ، ساق خلال اللقاء مجموعة من الانتقادات لزميله في المحطة الإعلامي المعروف «جون ستيوارت» (يهودي)، مقدم برنامج «دايلي شو»«The Daily Show» حيث اتهمه بالتعصب ضد كل من يختلف عنه، وقال إن: «جميع من يعملون في «سي إن إن» وفي محطات أخرى مشابهون لـ «ستيوارت».

### مواقف
تباينت المواقف والتصريحات وردود الأفعال ولعل اهمها موقف محطة سي إن إن وموقف سانشيز.
- سي إن إن لم تعلن السبب وراء فصل سانشيز ولكنه وفر لها السبب المقنع.

#### «سي إن إن»
- أعلنت شبكة «سي إن إن» في بيان مقتضب في الأول من أكتوبر 2010 :"ان "ريك سانشيز لم يعد مع الشركة. نشكر ريك على السنوات التي امضاها في الخدمة ونتمنى له الخير." [18] وقالت قصة على موقع شبكة سي إن إن ان سانشيز "ترك الشبكة على نحو مفاجئ في الثاني من أكتوبر".[17]
- سيتم استبدال الوقت اليومي المخصص لريك سانشيز ببرنامج CNN Newsroom حتى إشعار آخر.[14][18]

#### سانشيز
- قال سانشيز: ان «الصفوة أي الليبراليين في الإدارة بنورث ايست» ينظرون إليه بعين الازدراء.
- وعندما قيل له: إن «جون ستيوارت» يهودي، وأنه مثله من الأقليات، قال:[17]
  - «لا أعتقد أن اليهود في هذا البلد من الأقليات المضطهدة».[18][19]
  - وقال: إن «جون ستيوارت» أساء إليه في برنامجه أكثر من عشرين مرة خلال الشهور القليلة الماضية.
- وعندما قيل له: لكن اليهود يديرون شبكة (سي إن إن)، قال:[8]
- قال سانشيز «كل شخص يدير سي إن إن يشبه ستيوارت كثيرا وكثير من الاشخاص الذين يديرون جميع الشبكات الأخرى يشبهون ستيوارت كثيرا والتلميح بان الاشخاص في هذا البلد الذين يدينون باليهودية- اقلية مضطهدة».[18]
- اعتذر سانشيز لستيوارت. وأصدر بيانا أعرب فيه عن أسفه لتصريحاته التي ادلى بها خلال المقابلة الإذاعية، وإلى أي شخص أساء إليه، مضيفا، و «أنه يعارض بشدة الكراهية والتعصب، في أي شكل، قائلا: لقد تحدثت كثيرا ضد التعصب والتحيز» [19]، وقال انه يكن احتراما كبيرا لشبكة سي إن إن وللسنوات الست التي قضها معهم وانها كانت تجربة عمل رائعة، وانه يتطلع إلى وجهته المقبله بأمل كبير.

## قائمة الأكثر إساءة لليهود
أصدر معهد يهودي اسمه سايمون ويزنتال ومقره في الولايات المتحدة لائحة تضم أسماء أشخاص صنفتهم بالأكثر إساءة لليهود، تتصدر اللائحة:
1. هيلين توماس عميدة مراسلي البيت الأبيض السابقة، التي تعرضت لحملة شرسة حتى اضطرت للاستقالة بعد تصريح شهير لها طالبت فيه اليهود بمغادرة إسرائيل والعودة لأوطانهم الأصلية في ألمانيا وبولندا وأمريكا وغيرها.
2. ثانيا المخرج الأمريكي أوليفر ستون لقوله إن التركيز على المحرقة يساعد اليهود في السيطرة على وسائل الإعلام, وإن إسرائيل أفسدت السياسة الخارجية الأمريكية لسنوات.
3. المرتبة الثالثة الدكتور مهاتير محمد رئيس وزراء ماليزيا السابق لقوله إن اليهود طالما كانوا مشكلة في الدول الأوروبية، وحتى بعد المجزرة النازية عاشوا مصدرا لمشاكل العالم.
4. وكيل وزارة الإعلام في السلطة الفلسطينية المتوكل طه لنفيه لوجود أي رابط ديني أو تاريخي لليهود بالحرم القدسي وحائط البراق الذي يسميه اليهود حائط المبكي.
5. المدير التنفيذي في المصرف المركزي الألماني تيلو سرازين، الذي قال «كلّ اليهود لديهم جينة محددة تفرقهم عن بقية الناس».[21]

وتستمر اللائحة بتعداد أسماء أوروبية وأمريكية سياسية واقتصادية وإعلامية مثل:
- المفاوض التجاري الأعلى في الاتحاد الأوروبي كاريل دي جوشت.
- مستشار وزارة الداخلية اللتوانية بيت رأس ستانكيرس.
- مراسل في شبكة سي إن إن السابق ريك سانشيز.
- كريستينا باترسون الصحافية في جريدة الإندبندنت البريطانية.

وعشرات مواقع التواصل الاجتماعي على الإنترنت مثل الـ فيسبوك وتويتر لما تنشره من تعليقات تعتبرها اللائحة مسيئة لليهود.

## الجوائز

جائزة إيمي

- 1983 : حاز على جائزة إيمي:[1] وهي جائزة صحافية عن سلسلة أعماله بعنوان «عندما غادرت كوبا».[2]
- حائز على جائزة «بيبودي» من سي إن إن لتغطية إعصار كاترينا، لمدة 48 ساعة [1] متواصلة، عندما اخترق السدود في نيو أورلينز، لويزيانا، عندما قدم تقارير حية عن الفيضانات حتى اليوم التالي من مكان الحدث.
- حائز على جائزة «الصحفي البارز» الأمريكية.[1]

## هاكرز
نجح فريق غامض من محترفي اختراق شبكات الكمبيوتر «مجموعة هاكرز» في السطو على حساب ريك سانشيز وعدد من المشاهير مثل الرئيس الأمريكي المنتخب باراك أوباما، المغنية بريتني سبيرز والإعلاميين وبيل وأريلي على أحد مواقع الإنترنت الشهيرة.

## وصلات خارجية
- ريك سانشيز على موقع IMDb (الإنجليزية)
- ريك سانشيز على موقع إن إن دي بي (الإنجليزية)
- ريك سانشيز على موقع قاعدة بيانات الفيلم (الإنجليزية)
- ريك سانشيز
- اذاعة سانشيز